# Ancistrocladus hamatus
Ancistrocladus hamatus är en tvåhjärtbladig växtart som först beskrevs av Vahl, och fick sitt nu gällande namn av Ernest Friedrich Gilg. Ancistrocladus hamatus ingår i släktet Ancistrocladus och familjen Ancistrocladaceae. Inga underarter finns listade i Catalogue of Life.